# Nikolas Breuckmann
Nikolas P. Breuckmann, född 1988, är en tysk matematisk fysiker. Han är professor vid Universitetet i Bristol. Han var tidigare forskare vid University College London.
Hans forskning fokuserar på kvantinformationsteori.
Han är känd för sitt arbete (med Anurag Anshu och Chinmay Nirkhe) för att bevisa NLTS-konjekturen, ett berömt öppet problem inom kvantinformationsteori.
År 2023 tilldelades han Maxwell-medaljen av Institute of Physics.